# Kamena Vourla
Kamena Vourla (in greco Καμένα Βούρλα?) è una località della Grecia nella periferia della Grecia Centrale (unità periferica della Ftiotide) con 5 064 abitanti secondo i dati del censimento 2001.
Come comune autonomo è stato soppresso a seguito della riforma amministrativa, detta Programma Callicrate, in vigore dal gennaio 2011 ed è ora compreso nel comune di Molos-Agios Konstantinos.
Kamena Vourla, oltre ad essere un luogo di villeggiatura estiva, è un centro termale.
A pochi chilometri dal nucleo cittadino sorge il monastero Metamorphosis Sotiros (Trasfigurazione del Salvatore), di origini bizantine, fondato nel XII secolo.